# Фрей, Могенс
Могенс Фрей Йенсен (Могенс Фрей) (дат. Mogens Frey Jensen; род. 2 июля 1941,  в  городе Глострупе, Дания) — датский трековый и шоссейный велогонщик. Чемпион летних Олимпийских игр 1968 года в командной гонке преследования и серебряный призёр в индивидуальной гонке преследования. Чемпион мира по трековым велогонкам в индивидуальной гонке преследования среди любителей (1968). Победитель на этапе Тур де Франс (1970).

## Достижения

### Трек
1963
1-й  Чемпион Дании — Командная гонка преследования (любители)
1964
1-й  Чемпион Дании — Индивидуальная гонка преследования (любители)
1-й  Чемпион Дании — Командная гонка преследования (любители)
1966
1-й  Чемпион Дании — Индивидуальная гонка преследования (любители)
1967
1-й  Чемпион Дании — Индивидуальная гонка преследования (любители)
2-й  Чемпионат мира — Индивидуальная гонка преследования (любители)
1968
1-й  Летние Олимпийские игры — Командная гонка преследования
1-й  Чемпион мира — Индивидуальная гонка преследования (любители)
1-й  Чемпион Дании — Индивидуальная гонка преследования (любители)
1-й  Чемпион Дании — Командная гонка преследования (любители)
2-й  Летние Олимпийские игры — Индивидуальная гонка преследования (в 1/4 финала установил мировой рекорд в инд.гонке преследования на 4 000 м. - 4.37,54)

### Шоссе
1963
3-й Чемпионат Дании — Групповая гонка (любители)
1967
1-й  Чемпион Дании — Групповая гонка (любители)
1968
3-й - Тур Берлина
5-й Чемпионат мира — Групповая гонка (любители)
1969
2-й  Чемпионат мира — Командная гонка
1970
1-й — Этап 3 Гран-при Миди Либре
1-й — Этап 9 Тур де Франс

## Статистика выступлений

### Гранд-туры
| Гранд-тур                 | 1970 |
| ------------------------- | ---- |
| Джиро д’Италия            | —    |
| Тур де Франс              | 59   |
| (c 2010 ) Вуэльта Испании | —    |

| — | Не участвовал |